# Stadtbahn Essen

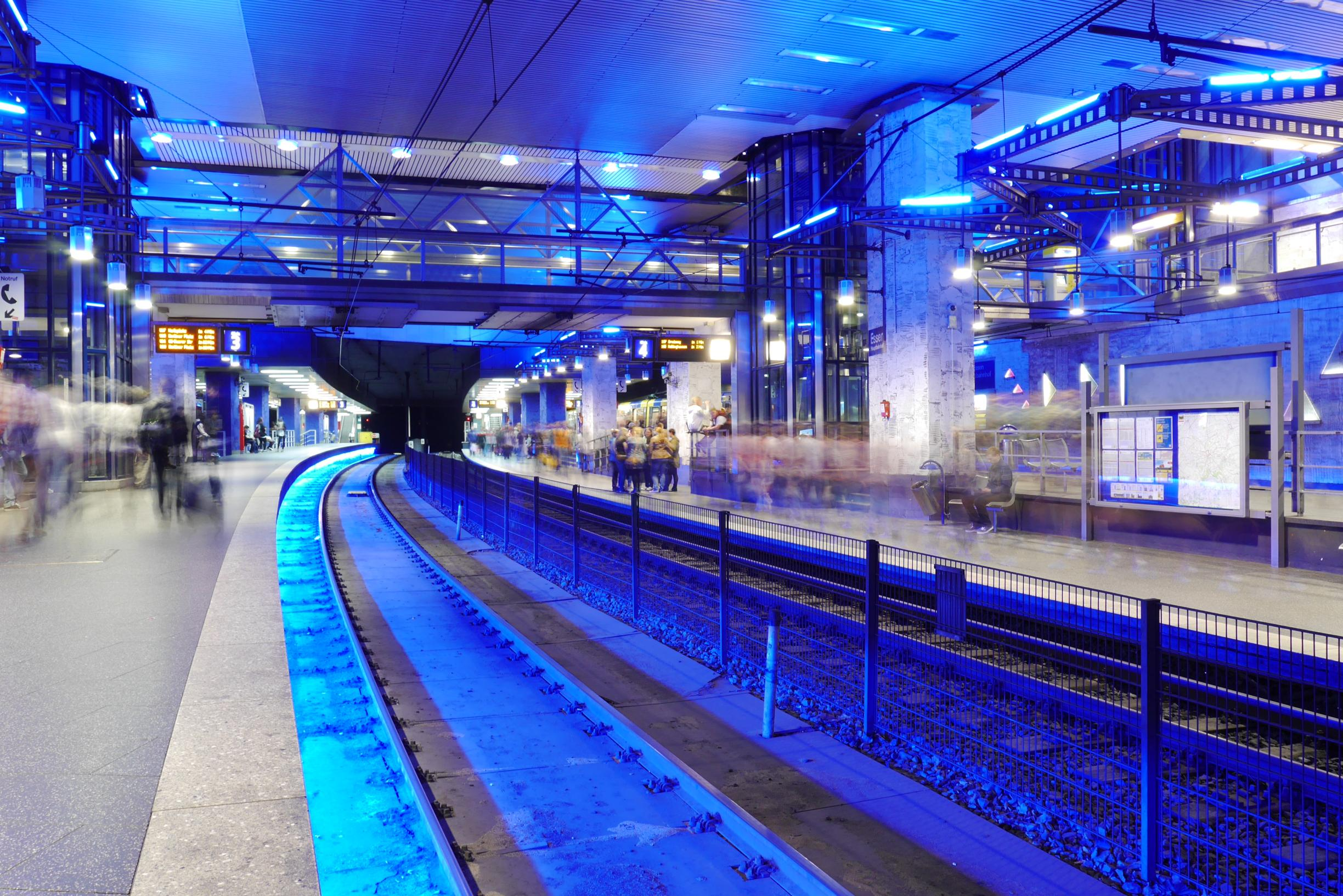
Zentraler U-Bahnhof Essen Hauptbahnhof; seit Umbau im Jahre 1998 mit blauem Licht

Die Stadtbahn Essen ist ein zur Stadtbahn Rhein-Ruhr gehörendes Schnellverkehrssystem in Essen. Einzelne Linien führen in die Nachbarstädte Mülheim an der Ruhr und Gelsenkirchen. Auf einigen unterirdischen Streckenabschnitten gibt es Mischbetrieb mit der Straßenbahn, die jedoch eine Spurweite von 1000 mm (Meterspur) besitzt, sodass dort Mehrschienengleise verlegt sind. Die Essener Stadtbahn wird, wie auch der übrige innerstädtische öffentliche Personennahverkehr in Essen, von der Ruhrbahn betrieben. An der Linie U 11 ist die Bochum-Gelsenkirchener Straßenbahnen AG als Mitkonzessionär beteiligt, es werden trotzdem ausschließlich Essener Fahrzeuge eingesetzt. Auch dort, im Bereich der Haltestelle Gelsenkirchen-Horst, Buerer Straße, bestehen Mehrschienengleise.

## Betrieb
Zur Stadtbahn Essen gehören die drei normalspurigen Linien U 11, U 17 und U 18 auf einem Netz mit einer Streckenlänge von 19,6 Kilometern. Daneben verfügt Essen über eine klassische Straßenbahn mit sieben Linien auf rund 52,4 Kilometern Streckenlänge. Diese Straßenbahn verkehrt auf meterspurigen Gleisen und wird in der Innenstadt als U-Straßenbahn unterirdisch geführt. Sie nutzt dabei die vormals für den geplanten Stadtbahnbetrieb gebauten Tunnel und Bahnhöfe, die jedoch auf Niederflurfahrzeuge ausgerichtete Bahnsteige besitzen. Eine Ausnahme bildet die Südstrecke in Richtung Rüttenscheid, wo ein Mischbetrieb mit der U-Bahn (U 11) eine Sonderlösung erforderte.
Der viergleisige U-Bahnhof Essen Hauptbahnhof stellt den wichtigsten Kreuzungspunkt zwischen den drei Stadtbahn- und vier, zeitweise fünf Straßenbahnlinien dar. Dort ist ein bahnsteiggleicher Umstieg zwischen Stadtbahn und Straßenbahn möglich. Zu diesem Zweck sind die beiden unterschiedlich hohen Bahnsteighälften mit Stufen und Rampen ausgestattet. Die Belegung der Bahnsteige ist so angeordnet, dass von den Straßenbahnlinien aus Richtung Süden zu den Stadtbahnen Richtung Norden ein direkter Übergang besteht. Für ein barrierefreies Umsteigen in Gegenrichtung sorgen Aufzüge und eine Brücke, die den gesamten Bahnhof unterirdisch überspannt. Ansonsten nutzen die Straßenbahn und die Stadtbahn jedoch verschiedene Stationen. Lediglich die beiden Linien 108 und 107 befahren einen der südlichen Streckenabschnitte der Stadtbahn, von Essen Hauptbahnhof bis Martinstraße. Sie nutzten dabei die Hochbahnsteige der Stadtbahn, bis diese baulich in je einen Hochflurteil für die Stadtbahn sowie einen Niederflurteil für die Straßenbahn unterteilt wurden. Daher kamen auf diesen beiden Linien ältere Hochflur-Straßenbahnwagen mit Klapptrittstufen zum Einsatz, was seit dem Umbau nicht mehr nötig ist. Aufgrund der verschiedenen Spurweiten ist diese Strecke mit Drei-Schienen-Gleisen ausgerüstet.
Alle drei Stadtbahnlinien verkehren im gleichen Takt: Jede Linie wird während der Hauptverkehrszeiten im 10-Minuten-Takt, abends und an Wochenenden bzw. Feiertagen im 15-Minuten-Takt sowie spät abends im 30-Minuten-Takt befahren. Zu Messezeiten verkehrt die Linie U 11 auch an Wochenenden im 10-Minuten-Takt, zwischen Messe und Berliner Platz zuweilen auch im 5-Minuten-Takt. Der Betriebsschluss erfolgt auf allen drei Stadtbahnlinien – der Essener Konzeption von Tag- bzw. Nachtnetz folgend – gegen 23 Uhr.

## Geschichte
Während die erste Straßenbahn in Essen bereits 1893 in Betrieb ging, begannen die Planungen für eine teilweise unterirdische Stadtbahn erst Jahrzehnte nach dem Zweiten Weltkrieg. Die ersten Vorlaufstrecken der heutigen Stadtbahn entstanden ab Anfang der 1960er Jahre, als Straßenbahngleise teilweise auf dem Mittelstreifen des Ruhrschnellwegs verlegt wurden, genau dort also, wo der Linienweg der heutigen U 18 verläuft. Dabei war eine unterirdische Stadtbahn zunächst gar nicht geplant. Die Baumaßnahmen an der Straßenbahnstrecke im Ruhrschnellweg wurden zeitgleich mit dem Ausbau des Ruhrschnellwegs selbst vorgenommen, da letzterer bis zu dieser Zeit nur drei Fahrstreifen sowie niveaugleiche Kreuzungen hatte und aufgrund der starken Verkehrszunahme nicht mehr leistungsfähig genug war. Im Zuge des Ausbaus wurden auch andere Möglichkeiten zur Führung eines öffentlichen Schnellverkehrsmittels auf dem Ruhrschnellweg diskutiert, darunter etwa Schnellbusse auf einer gesonderten Fahrspur. Letztendlich setzte sich die Variante der verkehrsunabhängigen Schnellstraßenbahn in Mittellage durch. So entstanden Teile der heutigen Essen-Mülheimer Strecke, die zunächst durch provisorische Ausfahrrampen mit dem übrigen Straßenbahnnetz verbunden waren.
Die Planungen für eine Unterquerung der – mit rund 1400 × 700 Metern recht kleinen – Innenstadt durch die dort zuvor oberirdisch verkehrende Straßenbahn begannen 1961. Auch hier bestanden primär Überlegungen, den oberirdischen Straßenverkehr in diesem Bereich von der ihn 'störenden' Straßenbahn zu entlasten. Die anfänglichen Lösungsvorschläge reichten von der Beibehaltung der Straßenbahn an der Oberfläche mit Schaffung einer neuen, zentralen Umstiegshaltestelle bis zur Schaffung eines reinen U-Bahn-Systems ähnlich dem in Berlin oder Hamburg. Aus unterschiedlichen Gründen einigte man sich darauf, eine unterirdische Straßenbahn mit Möglichkeit eines späteren Ausbaus zur Voll-U-Bahn zu errichten. Die Idee, sogleich ein reines U-Bahn-System zu schaffen, wurde aufgrund der in diesem Fall unmöglichen, jedoch aufgrund der bestehenden Fahrgastströme notwendigen Verknüpfung mit den Straßenbahnnetzen der benachbarten Städte des Ruhrgebiets verworfen.

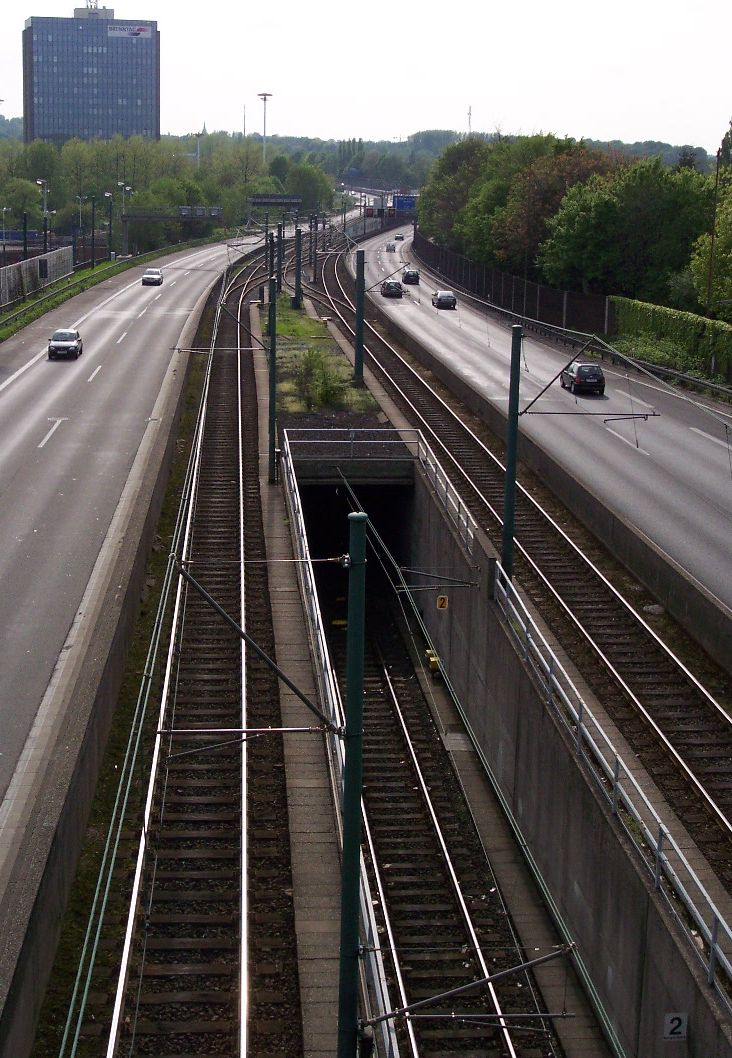
Gleise der Modellstrecke Essen–Mülheim im Mittelstreifen des Ruhrschnellweges, das Gleis in der Mitte ist die Anbindung des Betriebshofes Schweriner Straße

Bald darauf wurde mit der konkreten Planung unterirdischer Tunnelstrecken in der Innenstadt begonnen. Dabei erstreckten sich die Planungen simultan auch auf die Errichtung eines Schnellstraßentunnels für den Ruhrschnellweg unter der Innenstadt. Letztendlich setzte sich eine sogenannte Y-Lösung durch, die die Haltestelle Essen Hauptbahnhof als zentralen, viergleisigen Verknüpfungspunkt aller Linien sowie nördlich davon eine Verzweigung und drei Rampen vorsah. Die erste Baumaßnahme war 1964 die Errichtung der Station Planckstraße im Rohbau; hier wurde für einen späteren Zeitpunkt die Anbindung an die bestehende oberirdische Straßenbahnstrecke zur Margarethenhöhe vorgesehen. Die als erstes in Betrieb genommene U-Straßenbahn-Strecke war die am 5. Oktober 1967 eröffnete, 522 Meter lange innerstädtische Tunnelstrecke mit dem U-Bahnhof Saalbau. Dies war der Anfang für das gesamte U-Stadtbahn-Netz der Rhein-Ruhr-Region, da die Station Saalbau zugleich auch die erste unterirdische Bahnhaltestelle in Nordrhein-Westfalen war.
Östlich des Saalbaus (der heutigen Philharmonie) und südlich des noch nicht existierenden, aber geplanten Aalto-Theaters wurde 1969 mit dem Bau einer U-Bahn-Station samt einer Abstell-, Reparatur- und Wartungsanlage unter dem Stadtgarten begonnen. Die Strecke führt von der U-Bahn-Haltestelle Essen Hauptbahnhof unter der Huyssenallee entlang und biegt mit meterspurigen Gleisen nach Südosten zum Stadtgarten ab. In dem zweistöckigen Bauwerk sollte in der oberen Ebene der U-Bahnhof mit möglichem Namen Opernhaus oder Musiktheater entstehen, und darunter Raum für Fahrzeugwartung und -abstellung. Weitere Planungen, die eine Weiterführung der Strecke bis nach Kray vorsahen, wurden nicht umgesetzt, so dass der Tunnel unter dem Stadtgarten vor der geplanten, aber nicht gebauten Station endet.
Als nächster Bauabschnitt wurde die durchgehende Stadtbahnverbindung von Essen nach Mülheim auf dem Mittelstreifen des Ruhrschnellweges realisiert, an der, wie bereits erwähnt, teilweise schon in den 1960er Jahren gebaut wurde. Diese Strecke galt als Modellstrecke für die weiteren Stadtbahn-Bauvorhaben. Mit der am 28. Mai 1977 erfolgten Eröffnung einer knapp acht Kilometer langen, durchgehenden Verbindung zwischen Mülheim-Heißen und der Essener Innenstadt, einschließlich der U-Bahnhöfe Heißen Kirche auf Mülheimer Stadtgebiet sowie der U-Bahnhöfe Bismarckplatz, Essen Hauptbahnhof und Wiener Platz (heute Hirschlandplatz) in Essen, wurde die erste Stadtbahnstrecke des Netzes eröffnet, die vom Straßenverkehr völlig unabhängig trassiert war. Ebenfalls am 28. Mai 1977 ging auch die Stadtbahnstation Porscheplatz (heute Rathaus Essen) in Betrieb, die nur von Straßenbahnen bedient wurde (und nach wie vor wird). Die Inbetriebnahme der restlichen fünf Mülheimer U-Bahnhöfe folgte am 3. November 1979.
1981 wurde die Strecke der Linie U 17 zur Margarethenhöhe einschließlich des bereits in den 1960er Jahren im Rohbau errichteten U-Bahnhofs Planckstraße und der zugehörigen Rampe in Betrieb genommen. Dabei erhielten die oberirdischen Haltestellen zunächst Niedrigbahnsteige, die 2002 angehoben und in Mittellage versetzt wurden. Zugleich gingen die beiden U-Bahnhöfe Berliner Platz und Universität ans Netz; der erste als Endhaltestelle für die U 18 und der zweite für die U 17.
Die nächste Bauphase umfasste nun erstmals den Bau einer Tunnelstrecke in die Essener Außenbezirke, und zwar die sogenannte Südstrecke von der bestehenden Station Saalbau in Richtung Messe/Gruga bzw. Bredeney. Diese Strecke wurde bis zum U-Bahnhof Martinstraße für den gemeinsamen dreischienigen Betrieb von Stadtbahn und Straßenbahn eingerichtet; südlich jener Station verzweigen sich die meterspurigen und die normalspurigen Gleise. Es entstanden hier vier U-Bahnhöfe für die U 11 sowie südlich der Verzweigung die unterirdische Straßenbahnstation Florastraße. 1986 wurde der Verkehr aufgenommen.

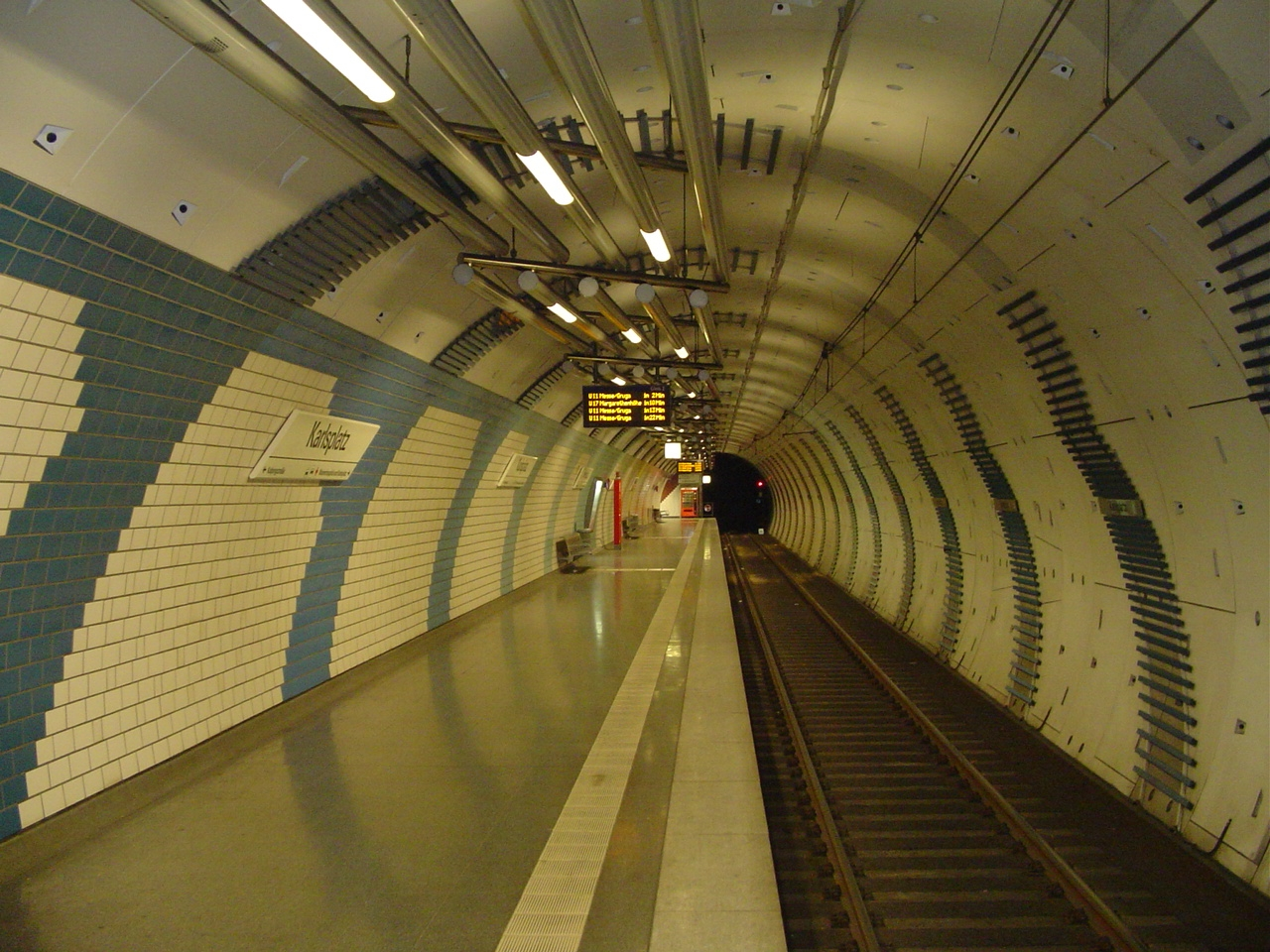
Station Karlsplatz, Baujahr 2001

Als bislang letzter Bauabschnitt kam der nördliche Außenast, in zwei Etappen ausgeführt, hinzu. 1998 wurde der Tunnel von der Station Universität Essen bis Altenessen Bahnhof fertiggestellt, drei Jahre später folgte der Abschnitt bis Karlsplatz und weiter bis zur Rampe II. Schichtstraße. Die Linie U 11 endete am Karlsplatz, während die U 17 weiter bis Gelsenkirchen verkehrte, wobei der oberirdische Abschnitt nördlich von Karlsplatz bis 2001 auf Basis einer früheren Straßenbahnstrecke für den normalspurigen Stadtbahnbetrieb ausgebaut wurde. Die Gelsenkirchener Strecke der U 17 endete von 2001 bis 2004 an der Haltestelle Fischerstraße, 2004 wurden zusätzliche zwei Stationen (Schloss Horst und Buerer Straße) in Gelsenkirchen in Betrieb genommen. Seit Januar 2010 verkehrte die Linie U 11 bis Gelsenkirchen Buerer Straße und ersetzte dort die Linie U 17, die nur noch bis zum Berliner Platz verkehrte. Die Linie U 18 wurde zu diesem Zweck zur Einkaufslinie und fuhr bis Karlsplatz. Seit September 2011 verkehrt die Linie U 11 bis Gelsenkirchen Buerer Straße, die Linie U 17 ersetzt die U 18 bis Karlsplatz. Die Einkaufslinie U 18 verkehrt seit September 2011 zwischen Mülheim an der Ruhr Hauptbahnhof und dem Berliner Platz in Essen.

## Linien und Stationen
Das Essener Stadtbahn-System umfasst eine unterirdische Stammstrecke im Zentrum sowie vier Außenäste, die jeweils von einer, stellenweise auch von zwei Linien befahren werden. Bei der Stammstrecke handelt es sich um den Abschnitt zwischen Essen Hauptbahnhof und Berliner Platz, den alle drei Linien bedienen. Der nördliche Abschnitt zwischen Berliner Platz und Karlsplatz wird von den Linien U 11 und U 17 befahren. Die Strecke zwischen den Stationen Essen Hauptbahnhof und Bismarckplatz wird von den Linien U 17 und U 18 bedient, auf den übrigen Strecken verkehrt jeweils nur eine Linie.

### Die Linien im Einzelnen
| Station Altenessen Mitte der U11/U17 |                      |                                                                                        |                                    |
| Spurweite: | 1435 mm (Normalspur) |                                                                                        |                                    |
| Stromsystem: | 750 V =              |                                                                                        |                                    |
| |                      |                                                                                        |                                    |
| \| \| \| Gelsenkirchen-Horst, Buerer Straße \| \| \| \| \| Schloss Horst \| \| \| \| \| Fischerstraße \| \| \| \| \| Stadtgrenze Gelsenkirchen–Essen \| \| \| \| \| Alte Landstraße \| \| \| \| \| Boyer Straße \| \| \| \| \| Arenbergstraße \| \| \| \| \| Heßlerstraße \| \| \| \| \| A 42 \| \| \| \| \| II. Schichtstraße \| \| \| \| \| Rampe Altenessener Straße \| \| \| \| \| (Kehrgleis in Mittellage) \| \| \| \| \| Karlsplatz \| \| \| \| \| Altenessen Mitte \| \| \| \| \| Kaiser-Wilhelm-Park \| \| \| \| \| Altenessen Bf \| \| \| \| \| Bäuminghausstraße \| \| \| \| \| Bamlerstraße \| \| \| \| \| Universität Essen \| \| \| \| \| (Kehrgleis in Mittellage) \| \| \| \| \| Berliner Platz \| \| \| \| \| (Kehrgleis in Mittellage) \| \| \| \| \| Hirschlandplatz \| \| \| \| \| Essen Hbf \| \| \| \| \| \| \| \| \| \| Strecke zur Messe/Gruga , Strecke zur Margarethenhöhe Strecke nach Mülheim an der Ruhr \| \| |                      |                                                                                        |                                    |
| U-Bahn-Kopfbahnhof Streckenanfang |                      | Gelsenkirchen-Horst, Buerer Straße                                                     | Gelsenkirchen-Horst, Buerer Straße |
| U-Bahn-Bahnhof |                      | Schloss Horst                                                                          | Schloss Horst                      |
| U-Bahn-Bahnhof |                      | Fischerstraße                                                                          | Fischerstraße                      |
| U-Bahn-Grenze |                      | Stadtgrenze Gelsenkirchen–Essen                                                        | Stadtgrenze Gelsenkirchen–Essen    |
| U-Bahn-Bahnhof |                      | Alte Landstraße                                                                        | Alte Landstraße                    |
| U-Bahn-Bahnhof |                      | Boyer Straße                                                                           | Boyer Straße                       |
| U-Bahn-Bahnhof |                      | Arenbergstraße                                                                         | Arenbergstraße                     |
| U-Bahn-Bahnhof |                      | Heßlerstraße                                                                           | Heßlerstraße                       |
| |                      | A 42                                                                                   |                                    |
| U-Bahn-Bahnhof |                      | II. Schichtstraße                                                                      | II. Schichtstraße                  |
| U-Bahn-Tunnelanfang |                      | Rampe Altenessener Straße                                                              | Rampe Altenessener Straße          |
| |                      | (Kehrgleis in Mittellage)                                                              |                                    |
| U-Bahn-Bahnhof (im Tunnel) |                      | Karlsplatz                                                                             | Karlsplatz                         |
| U-Bahn-Bahnhof (im Tunnel) |                      | Altenessen Mitte                                                                       | Altenessen Mitte                   |
| U-Bahn-Bahnhof (im Tunnel) |                      | Kaiser-Wilhelm-Park                                                                    | Kaiser-Wilhelm-Park                |
| U-Bahn-Bahnhof (im Tunnel) |                      | Altenessen Bf                                                                          | Altenessen Bf                      |
| U-Bahn-Bahnhof (im Tunnel) |                      | Bäuminghausstraße                                                                      | Bäuminghausstraße                  |
| U-Bahn-Bahnhof (im Tunnel) |                      | Bamlerstraße                                                                           | Bamlerstraße                       |
| U-Bahn-Bahnhof (im Tunnel) |                      | Universität Essen                                                                      | Universität Essen                  |
| |                      | (Kehrgleis in Mittellage)                                                              |                                    |
| U-Bahn-Bahnhof (im Tunnel) |                      | Berliner Platz                                                                         | Berliner Platz                     |
| |                      | (Kehrgleis in Mittellage)                                                              |                                    |
| U-Bahn-Bahnhof (im Tunnel) |                      | Hirschlandplatz                                                                        | Hirschlandplatz                    |
| U-Bahn-Bahnhof mit S-Bahn-Halt (im Tunnel) |                      | Essen Hbf                                                                              | Essen Hbf                          |
| |                      |                                                                                        |                                    |
| |                      | Strecke zur Messe/Gruga , Strecke zur Margarethenhöhe Strecke nach Mülheim an der Ruhr |                                    |

Die Liniennummerierung folgt dem Zuordnungssystem des VRR, nachdem die Stadtbahnlinien wie folgt zusammengesetzt werden: Das vorangestellte „U“ verdeutlicht, dass es sich um eine weitgehend oder vollständig unabhängig vom Individualverkehr fahrende Stadtbahn- und nicht Straßenbahn- oder Buslinie handelt. Darauf folgt eine Ziffer, die für das Verkehrsgebiet der Linien steht, in Essen und Mülheim ist dies die 1. Die zweite Ziffer schließlich ist die eigentliche Liniennummer, die bei den Essener Linien nicht aufsteigend vergeben werden, sondern sich nach den ersetzten oder ähnlich verlaufenden Straßenbahnlinien richten.

#### U11 GE-Horst Buerer Str. – E-Messe West-Süd / Gruga
| Station Rüttenscheider Stern mit Dreischienengleis (U 11/108) |               |                                               |                                               |
| Spurweite: | 1000, 1435 mm |                                               |                                               |
| Stromsystem: | 750 V =       |                                               |                                               |
| |               |                                               |                                               |
| \| \| \| Stammstrecke \| \| \| \| Essen Hbf \| \| \| \| Strecke zum Bismarckplatz \| \| \| \| (Kehrgleis in Mittellage) \| \| \| \| Philharmonie/Saalbau \| \| \| \| Rüttenscheider Stern \| \| \| \| Martinstraße \| \| \| \| meterspurige Straßenbahnstrecke nach Bredeney \| \| \| \| Messe Ost/Gruga \| \| \| \| Tunnelmund \| \| \| \| Messe West/Süd/Gruga \| \| \| \| Tunnelmund \| \| \| \| Wendeanlage Messe \| \| \| \| Variante 2/Variante 1 \| \| \| \| Rampe (geplant) \| \| \| \| Karstadt Hauptverwaltung (geplant) \| \| \| \| Sommerburgstraße (geplant) \| \| \| \| Rampe (geplant) \| \| \| \| Hatzper Straße (geplant) \| \| \| \| Hatzper Straße (geplant) \| |               |                                               |                                               |
| |               | Stammstrecke                                  |                                               |
| U-Bahn-Bahnhof mit S-Bahn-Halt (im Tunnel) |               | Essen Hbf                                     | Essen Hbf                                     |
| U-Bahn-Abzweig geradeaus und nach rechts (im Tunnel) |               | Strecke zum Bismarckplatz                     | Strecke zum Bismarckplatz                     |
| |               | (Kehrgleis in Mittellage)                     |                                               |
| U-Bahn-Bahnhof (im Tunnel) |               | Philharmonie/Saalbau                          | Philharmonie/Saalbau                          |
| U-Bahn-Bahnhof (im Tunnel) |               | Rüttenscheider Stern                          | Rüttenscheider Stern                          |
| U-Bahn-Bahnhof (im Tunnel) |               | Martinstraße                                  | Martinstraße                                  |
| U-Bahn-Abzweig geradeaus und nach links (im Tunnel) |               | meterspurige Straßenbahnstrecke nach Bredeney | meterspurige Straßenbahnstrecke nach Bredeney |
| U-Bahn-Bahnhof (im Tunnel) |               | Messe Ost/Gruga                               | Messe Ost/Gruga                               |
| U-Bahn-Tunnelende |               | Tunnelmund                                    | Tunnelmund                                    |
| U-Bahn-Bahnhof |               | Messe West/Süd/Gruga                          | Messe West/Süd/Gruga                          |
| U-Bahn-Tunnelanfang |               | Tunnelmund                                    | Tunnelmund                                    |
| |               | Wendeanlage Messe                             |                                               |
| U-Bahn-Verschwenkung von links (Strecke außer Betrieb) (im Tunnel) · U-Bahn-Verschwenkung von rechts (Strecke außer Betrieb) (im Tunnel) |               | Variante 2/Variante 1                         | Variante 2/Variante 1                         |
| U-Bahn-Strecke (außer Betrieb) (im Tunnel) · U-Bahn-Tunnelende (Strecke außer Betrieb) |               | Rampe (geplant)                               | Rampe (geplant)                               |
| U-Bahn-Strecke (außer Betrieb) (im Tunnel) · U-Bahn-Bahnhof (Strecke außer Betrieb) |               | Karstadt Hauptverwaltung (geplant)            | Karstadt Hauptverwaltung (geplant)            |
| U-Bahn-Bahnhof (Strecke außer Betrieb) (im Tunnel) · U-Bahn-Strecke (außer Betrieb) |               | Sommerburgstraße (geplant)                    | Sommerburgstraße (geplant)                    |
| U-Bahn-Tunnelende (Strecke außer Betrieb) · U-Bahn-Strecke (außer Betrieb) |               | Rampe (geplant)                               | Rampe (geplant)                               |
| U-Bahn-Strecke (außer Betrieb) · U-Bahn-Kopfbahnhof Streckenende (Strecke außer Betrieb) |               | Hatzper Straße (geplant)                      | Hatzper Straße (geplant)                      |
| U-Bahn-Kopfbahnhof Streckenende (Strecke außer Betrieb) |               | Hatzper Straße (geplant)                      | Hatzper Straße (geplant)                      |

Die Linie U 11 entspricht seit dem Fahrplanwechsel im Januar 2010 keiner Voll-U-Bahn mehr, da sie teilweise im übrigen Straßenverkehr fährt. Sie beginnt oberirdisch in Gelsenkirchen-Horst auf einem Dreischienengleis mit der hier endenden Bogestra-Straßenbahnlinie 301, setzt den Weg durch Karnap auf Essener Gebiet als Ersatz für die Straßenbahnlinie 101 fort. Nach Überquerung von Emscher und Rhein-Herne-Kanal verläuft sie ab der Rampe II. Schichtstraße bis Messe Ost/Gruga komplett unterirdisch, lediglich die südliche Endstation Messe Süd/Gruga liegt in einem Einschnitt. Die U 11 stellt eine wichtige Schnellverbindung zwischen dem nördlichen Stadtteil Altenessen und dem Messegelände sowie dem Grugapark im südlichen Stadtgebiet dar. In ihrem Streckenverlauf unterquert sie die Innenstadt mit den beiden Umstiegsknoten zur Straßenbahn, Berliner Platz und Essen Hauptbahnhof. Die Linie U 11 bedient insgesamt 23 Stationen.

#### U17 Karlsplatz – Margarethenhöhe
| Spurweite: | 1435 mm (Normalspur) |                                    |                                    |
| Stromsystem: | 750 V =              |                                    |                                    |
| |                      |                                    |                                    |
| \| \| \| Stammstrecke \| \| \| \| Essen Hbf \| \| \| \| Strecke zur Messe \| \| \| \| Bismarckplatz \| \| \| \| Strecke nach Mülheim \| \| \| \| Planckstraße \| \| \| \| Rampe Holsterhauser Straße \| \| \| \| Gemarkenplatz \| \| \| \| Holsterhauser Platz \| \| \| \| Halbe Höhe \| \| \| \| Laubenweg \| \| \| \| Margarethenhöhe \| \| \| \| Helgolandring (geplant) \| \| \| \| Karstadt Hauptverwaltung (geplant) \| \| \| \| Hatzper Straße (geplant) \| |                      |                                    |                                    |
| |                      | Stammstrecke                       |                                    |
| U-Bahn-Bahnhof mit S-Bahn-Halt (im Tunnel) |                      | Essen Hbf                          | Essen Hbf                          |
| U-Bahn-Abzweig geradeaus und nach links (im Tunnel) |                      | Strecke zur Messe                  | Strecke zur Messe                  |
| U-Bahn-Bahnhof (im Tunnel) |                      | Bismarckplatz                      | Bismarckplatz                      |
| U-Bahn-Abzweig geradeaus und nach rechts (im Tunnel) |                      | Strecke nach Mülheim               | Strecke nach Mülheim               |
| U-Bahn-Bahnhof (im Tunnel) |                      | Planckstraße                       | Planckstraße                       |
| U-Bahn-Tunnelende |                      | Rampe Holsterhauser Straße         | Rampe Holsterhauser Straße         |
| U-Bahn-Bahnhof |                      | Gemarkenplatz                      | Gemarkenplatz                      |
| U-Bahn-Bahnhof |                      | Holsterhauser Platz                | Holsterhauser Platz                |
| U-Bahn-Bahnhof |                      | Halbe Höhe                         | Halbe Höhe                         |
| U-Bahn-Bahnhof |                      | Laubenweg                          | Laubenweg                          |
| U-Bahn-Kopfbahnhof Strecke ab hier außer Betrieb |                      | Margarethenhöhe                    | Margarethenhöhe                    |
| U-Bahn-Bahnhof (Strecke außer Betrieb) |                      | Helgolandring (geplant)            | Helgolandring (geplant)            |
| U-Bahn-Bahnhof (Strecke außer Betrieb) |                      | Karstadt Hauptverwaltung (geplant) | Karstadt Hauptverwaltung (geplant) |
| U-Bahn-Kopfbahnhof Streckenende (Strecke außer Betrieb) |                      | Hatzper Straße (geplant)           | Hatzper Straße (geplant)           |

Die U 17 fährt 17 Stationen an. Sie verläuft von der Haltestelle Karlsplatz in Altenessen bis zur Haltestelle Margarethenhöhe, einem Stadtteil im Essener Süden. Der Abschnitt von Karlsplatz bis zur Rampe Planckstraße mit allen dazwischenliegenden Stationen ist unterirdisch, der Rest der Strecke verläuft oberirdisch als Ersatz einer früheren Straßenbahnverbindung und hat im Gegensatz zur U 18 etliche niveaugleiche Kreuzungen. Im südlichen Bereich nahe der Endstation Margarethenhöhe sind Teile der Strecke eingleisig. Zuvor wird die Trasse der abgebauten Bahnstrecke Mülheim-Heißen–Altendorf (Ruhr) auf einer Talbrücke überquert. 2002 wurden die letzten oberirdischen Haltestellen auf der U 17 mit barrierefreien Hochbahnsteigen ausgestattet, wodurch im gesamten Essener Stadtbahn-System ein stufenloser Ein- und Ausstieg ermöglicht wurde – im Gegensatz zur Straßenbahn, die weiterhin an manchen oberirdischen Haltestellen nur über die Fahrbahn erreichbar ist.

#### U18 Berliner Platz – Mülheim Hbf
| Station Heißen Kirche der U18 |                      |                                           |                                           |
| Spurweite: | 1435 mm (Normalspur) |                                           |                                           |
| Stromsystem: | 750 V =              |                                           |                                           |
| |                      |                                           |                                           |
| \| \| \| Stammstrecke \| \| \| \| \| Essen Hbf \| \| \| \| \| Strecke zur Messe \| \| \| \| \| Bismarckplatz \| \| \| \| \| Strecke zur Margarethenhöhe \| \| \| \| \| Rampe in der Mitte der A 40 \| \| \| \| \| Savignystraße/ETEC \| \| \| \| \| Hobeisenbrücke \| \| \| \| \| Breslauer Straße \| \| \| \| \| Wickenburgstraße \| \| \| \| \| Abzweig zum Betriebshof Schweriner Straße \| \| \| \| \| (Kehrgleis in Mittellage) \| \| \| \| \| Rhein-Ruhr-Zentrum \| \| \| \| \| Rosendeller Straße \| \| \| \| \| Rampe in der Mitte der A 40 \| \| \| \| \| Eichbaum \| \| \| \| \| (Kehrgleis in Mittellage) \| \| \| \| \| \| \| \| \| \| Strecke in Hochlage durch Heißen \| \| \| \| \| \| \| \| \| \| Heißen Kirche \| \| \| \| \| Mühlenfeld \| \| \| \| \| (Kehrgleis in Mittellage) \| \| \| \| \| Christianstraße \| \| \| \| \| \| \| \| \| \| Strecke in Hochlage \| \| \| \| \| \| \| \| \| \| Gracht \| \| \| \| \| \| \| \| \| \| Brücke über die Essener Straße \| \| \| \| \| \| \| \| \| \| Von-Bock-Straße \| \| \| \| \| Mülheim Hbf \| \| \| \| \| Wendeanlage Mülheim Hbf \| \| |                      |                                           |                                           |
| |                      | Stammstrecke                              |                                           |
| U-Bahn-Bahnhof mit S-Bahn-Halt (im Tunnel) |                      | Essen Hbf                                 | Essen Hbf                                 |
| U-Bahn-Abzweig geradeaus und nach links (im Tunnel) |                      | Strecke zur Messe                         | Strecke zur Messe                         |
| U-Bahn-Bahnhof (im Tunnel) |                      | Bismarckplatz                             | Bismarckplatz                             |
| U-Bahn-Abzweig geradeaus und nach links (im Tunnel) |                      | Strecke zur Margarethenhöhe               | Strecke zur Margarethenhöhe               |
| U-Bahn-Tunnelende |                      | Rampe in der Mitte der A 40               | Rampe in der Mitte der A 40               |
| U-Bahn-Bahnhof |                      | Savignystraße/ETEC                        | Savignystraße/ETEC                        |
| U-Bahn-Bahnhof |                      | Hobeisenbrücke                            | Hobeisenbrücke                            |
| U-Bahn-Bahnhof |                      | Breslauer Straße                          | Breslauer Straße                          |
| U-Bahn-Bahnhof |                      | Wickenburgstraße                          | Wickenburgstraße                          |
| U-Bahn-Abzweig geradeaus und nach links |                      | Abzweig zum Betriebshof Schweriner Straße | Abzweig zum Betriebshof Schweriner Straße |
| |                      | (Kehrgleis in Mittellage)                 |                                           |
| U-Bahn-Bahnhof |                      | Rhein-Ruhr-Zentrum                        | Rhein-Ruhr-Zentrum                        |
| U-Bahn-Bahnhof |                      | Rosendeller Straße                        | Rosendeller Straße                        |
| U-Bahn-Tunnelanfang |                      | Rampe in der Mitte der A 40               | Rampe in der Mitte der A 40               |
| U-Bahn-Bahnhof (im Tunnel) |                      | Eichbaum                                  | Eichbaum                                  |
| |                      | (Kehrgleis in Mittellage)                 |                                           |
| U-Bahn-Tunnelende |                      |                                           |                                           |
| U-Bahn-Strecke |                      | Strecke in Hochlage durch Heißen          | Strecke in Hochlage durch Heißen          |
| U-Bahn-Tunnelanfang |                      |                                           |                                           |
| U-Bahn-Bahnhof (im Tunnel) |                      | Heißen Kirche                             | Heißen Kirche                             |
| U-Bahn-Bahnhof (im Tunnel) |                      | Mühlenfeld                                | Mühlenfeld                                |
| |                      | (Kehrgleis in Mittellage)                 |                                           |
| U-Bahn-Bahnhof (im Tunnel) |                      | Christianstraße                           | Christianstraße                           |
| U-Bahn-Tunnelende |                      |                                           |                                           |
| U-Bahn-Strecke |                      | Strecke in Hochlage                       | Strecke in Hochlage                       |
| U-Bahn-Tunnelanfang |                      |                                           |                                           |
| U-Bahn-Bahnhof (im Tunnel) |                      | Gracht                                    | Gracht                                    |
| U-Bahn-Tunnelende |                      |                                           |                                           |
| U-Bahn-Strecke |                      | Brücke über die Essener Straße            | Brücke über die Essener Straße            |
| U-Bahn-Tunnelanfang |                      |                                           |                                           |
| U-Bahn-Bahnhof (im Tunnel) |                      | Von-Bock-Straße                           | Von-Bock-Straße                           |
| U-Bahn-Bahnhof mit S-Bahn-Halt (im Tunnel) |                      | Mülheim Hbf                               | Mülheim Hbf                               |
| |                      | Wendeanlage Mülheim Hbf                   |                                           |

Die 17 Stationen zählende U 18, seit dem Fahrplanwechsel im September 2011 die einzige komplett kreuzungsfreie Linie der Essener Stadtbahn, verbindet die Essener Innenstadt im Osten mit Mülheim an der Ruhr im Westen, wobei neun Stationen auf Mülheimer Stadtgebiet liegen. Hierzu zählt auch die viergleisige Endstation Mülheim (Ruhr) Hauptbahnhof, an der Umstiegsmöglichkeiten unter anderem zur Straßenbahn Richtung Duisburg bestehen. Die Linie U18 weist an keiner Stelle niveaugleiche Kreuzungen mit dem Straßenverkehr auf und entspricht somit einer Voll-U-Bahn. Große Teile der Linie verlaufen jedoch westlich des Ruhrschnellweg-Tunnels oberirdisch. Hierbei handelt es sich um den Abschnitt zwischen Bismarckplatz und Heißen Kirche, der größtenteils zwischen den Richtungsfahrbahnen des Ruhrschnellweges verläuft sowie um einzelne kleinere Hochbahnabschnitte in Mülheim. Die U 18 wurde vom 7. Januar 2010 bis zum September 2011 unter dem Namen Einkaufslinie vermarktet, da sie das Allee-Center Altenessen, den Limbecker Platz, die Essener Innenstadt sowie das Rhein-Ruhr Zentrum verbindet und am Forum Mülheim endet.

#### Geschichte des Liniennetzes
Mit Eröffnung der „Modellstrecke“ nach Mülheim wurde die erste Stadtbahnlinie des Ruhrgebiets eingeführt: die U18 von Mülheim bis zum Wiener Platz (heute: Hirschlandplatz). Als nächste Linie wurde mit Umspurung der Strecke zur Margarethenhöhe die U17 Margarethenhöhe – Universität eingeführt. Als die U11 zur Gruga den Betrieb aufnahm, endete die Linie wie die U18 am Berliner Platz. Folgend wurde die U11 1998 über die Universität nach Altenessen Bf. verlängert, die U17 wurde gleichzeitig bis zum Berliner Platz zurückgezogen. Als die Strecke vom Altenessener Bahnhof nach Gelsenkirchen-Horst erweitert wurde, trat folgendes Liniennetz in Kraft:
- U 11: Karlsplatz – Essen-Altenessen – Universität – Berliner Platz – Essen Hbf – Rüttenscheid – Messe/Gruga
- U 17: Gelsenkirchen-Horst – Essen-Altenessen – Universität – Berliner Platz – Essen Hbf – Holsterhausen – Margarethenhöhe
- U 18: Berliner Platz – Essen Hbf – Rhein-Ruhr-Zentrum – Mülheim Hbf

Zum Fahrplanwechsel am 7. Januar 2010 wurde das Netz erstmals größer verändert. Die U 17 wurde demnach bis zum Berliner Platz zurückgezogen, im Gegensatz fuhren nun die U11 nach Gelsenkirchen und die U 18 zum Karlsplatz.
Mit dieser Linienumstellung verlor die Linie U 11 ihren U-Bahn-Charakter. Einzig die Linie U 18 behielt diesen, allerdings wurde die Anbindung an die Messe für die Bewohner des nördlichen Stadtgebietes und der Stadt Gelsenkirchen wesentlich verbessert. Für die Bewohner von Altenessen ergab sich so eine Direktverbindung nach Mülheim und an das Rhein-Ruhr Zentrum. Mit der neuen U18 waren die großen Einkaufszentren von Essen und Mülheim erstmals direkt untereinander verbunden (Allee-Center Altenessen, Limbecker Platz, Essener Innenstadt, Rhein-Ruhr Zentrum, Forum Mülheim). Die Bedienung der besonders nachfragestarken Teilstrecke Essen Hauptbahnhof – Universität Essen im 5-Minuten-Takt blieb damit bestehen.
Die Linien verkehrten wie folgt:
- U 11: Gelsenkirchen-Horst – Essen-Altenessen – Universität – Berliner Platz – Essen Hbf – Rüttenscheid – Messe/Gruga
- U 17: Berliner Platz – Essen Hbf – Holsterhausen – Margarethenhöhe
- U 18: Karlsplatz – Essen-Altenessen – Universität – Berliner Platz – Essen Hbf – Rhein-Ruhr-Zentrum – Mülheim Hbf

Für die Linie U17 war ein Einsatz von Doppeltraktionen nur noch zur Hauptverkehrszeit angedacht. Laut Aussage der damaligen Essener Verkehrs-AG würde eine Dreifachtraktion auf der Relation Karlsplatz – Messe/Gruga weiterhin möglich sein.
Im September 2011 wurde das Netz erneut umgestaltet, die U17 kehrte zum Karlsplatz zurück, die U18 wurde dementsprechend verkürzt:
| Linie | Verlauf | Takt   |
| ----- | --- | ------ |
|       | GE-Horst, Buerer Straße – Schloss Horst – GE-Horst, Fischerstraße – E-Karnap, Alte Landstraße – Boyer Straße – E-Karnap, Arenbergstraße – E-Altenessen, Heßlerstraße – II. Schichtstraße – U Karlsplatz – U Altenessen Mitte – U Kaiser-Wilhelm-Park – U Altenessen Bf – U Bäuminghausstraße – U Bamlerstraße – U Universität Essen – U Berliner Platz – U Hirschlandplatz – U Essen Hbf – U Philharmonie – U Rüttenscheider Stern – U Martinstraße – U Messe Ost/Gruga – Essen, Messe West/Süd/Gruga | 10 min |
|       | E-Altenessen, U Karlsplatz – U Altenessen Mitte – U Kaiser-Wilhelm-Park – U Altenessen Bf – U Bäuminghausstraße – U Bamlerstraße – U Universität Essen – U Berliner Platz – U Hirschlandplatz – U Essen Hbf – U Bismarckplatz – U Planckstraße – Gemarkenplatz – Holsterhauser Platz (Klinikum) – Halbe Höhe – Laubenweg – E-Margarethenhöhe | 10 min |
|       | Essen, U Berliner Platz – U Hirschlandplatz – U Essen Hbf – U Bismarckplatz – Savignystraße/ETEC – Hobeisenbrücke – E-Frohnhausen, Wickenburgstraße – Mülheim (Ruhr), Rhein-Ruhr-Zentrum – Rosendeller Straße – U Eichbaum – U Heißen Kirche – U Mühlenfeld – U Christianstraße – U Gracht – U Von-Bock-Straße – U Mülheim (Ruhr) Hbf | 10 min |

### Liste aller Stationen
| Nördlicher Außenast                    | Nördlicher Außenast | Nördlicher Außenast | Nördlicher Außenast | Nördlicher Außenast |
| Station                                | Lage                | Linien              | Umstiegsmöglichkeiten | Eröffnungsdatum     |
| -------------------------------------- | ------------------- | ------------------- | --- | ------------------- |
| Gelsenkirchen Buerer Straße            | oberirdisch         | U11                 | 301 SB36 252 253 258 259 260 383                                                                                                  | 13. Juni 2004       |
| Gelsenkirchen Schloss Horst            | oberirdisch         | U11                 | 301 SB36 252 253 258 259 260 383 396                                                                                              | 13. Juni 2004       |
| Gelsenkirchen Fischerstraße            | oberirdisch         | U11                 | 396 | 30. September 2001  |
| Alte Landstraße                        | oberirdisch         | U11                 | | 30. September 2001  |
| Boyer Straße                           | oberirdisch         | U11                 | 189 263 | 30. September 2001  |
| Arenbergstraße                         | oberirdisch         | U11                 | 189 263 | 30. September 2001  |
| Heßlerstraße                           | oberirdisch         | U11                 | | 30. September 2001  |
| II. Schichtstraße                      | oberirdisch         | U11                 | | 30. September 2001  |
| Karlsplatz                             | unterirdisch        | U11 U17             | 162 172 173 183 | 30. September 2001  |
| Altenessen Mitte                       | unterirdisch        | U11 U17             | 162 170 172 | 30. September 2001  |
| Kaiser-Wilhelm-Park                    | unterirdisch        | U11, U17            | 162 172 | 30. September 2001  |
| Altenessen Bahnhof                     | unterirdisch        | U11, U17            | RB32, RB35, RE3 108 140 162 172 183                                                                                               | 24. Mai 1998        |
| Bäuminghausstraße                      | unterirdisch        | U11, U17            | | 24. Mai 1998        |
| Bamlerstraße                           | unterirdisch        | U11, U17            | 196 | 24. Mai 1998        |
| Universität Essen                      | unterirdisch        | U11, U17            | SB16 166 | 27. November 1981   |
| Stammstrecke                           |                     |                     | |                     |
| Station                                | Lage                | Linien              | Umstiegsmöglichkeiten | Eröffnungsdatum     |
| Berliner Platz                         | unterirdisch        | U11, U17, U18       | 101/106 103 105 109 145 166 SB16                                                                                                  | 27. November 1981   |
| Hirschlandplatz (Wiener Platz)         | unterirdisch        | U11, U17, U18       | | 28. Mai 1977        |
| Essen Hauptbahnhof                     | unterirdisch        | U11, U17, U18       | S1, S2, S3, S6, S9, RE1, RE2, RE6, RE11, RE14, RE16, RE42, RE49, RB33, RB40 101/106 105 107 108 145 146 154 155 166 196 SB15 SB16 | 28. Mai 1977        |
| Südlicher Außenast (Essen Hbf – Messe) |                     |                     | |                     |
| Station                                | Lage                | Linien              | Umstiegsmöglichkeiten | Eröffnungsdatum     |
| Philharmonie                           | unterirdisch        | U11                 | 107 108 | 5. Oktober 1967     |
| Rüttenscheider Stern                   | unterirdisch        | U11                 | 101/106 107 108 | 1. Juni 1986        |
| Martinstraße                           | unterirdisch        | U11                 | 107 108 142 160 161 | 1. Juni 1986        |
| Messe Ost/Gruga                        | unterirdisch        | U11                 | 142 | 1. Juni 1986        |
| Messe West/Süd/Gruga                   | oberirdisch         | U11                 | 142 | 1. Juni 1986        |
| Essen-Mülheimer Strecke                |                     |                     | |                     |
| Station                                | Lage                | Linien              | Umstiegsmöglichkeiten | Eröffnungsdatum     |
| Bismarckplatz                          | unterirdisch        | U17, U18            | 196 | 28. Mai 1977        |
| Savignystraße / ETEC                   | oberirdisch         | U18                 | | 28. Mai 1977        |
| Hobeisenbrücke                         | oberirdisch         | U18                 | 101/106 | 28. Mai 1977        |
| Breslauer Straße                       | oberirdisch         | U18                 | 160 161 | 28. Mai 1977        |
| Wickenburgstraße                       | oberirdisch         | U18                 | 145 196 | 28. Mai 1977        |
| Rhein-Ruhr Zentrum                     | oberirdisch         | U18                 | 129 130 151 | 28. Mai 1977        |
| Rosendeller Straße                     | oberirdisch         | U18                 | | 28. Mai 1977        |
| Eichbaum                               | oberirdisch         | U18                 | 139 | 28. Mai 1977        |
| Heißen Kirche                          | unterirdisch        | U18                 | 129 136 139 151 | 28. Mai 1977        |
| Mühlenfeld                             | unterirdisch        | U18                 | | 3. November 1979    |
| Christianstraße                        | unterirdisch        | U18                 | | 3. November 1979    |
| Gracht                                 | unterirdisch        | U18                 | | 3. November 1979    |
| Von-Bock-Straße                        | unterirdisch        | U18                 | 131 151 | 3. November 1979    |
| Mülheim (Ruhr) Hauptbahnhof            | unterirdisch        | U18                 | S1, S3, RB33, RE1, RE2, RE6, RE11, RE42, RE49 102 901 122 125 130 131 135 151 752                                                 | 3. November 1979    |
| Abzweig nach Margarethenhöhe           |                     |                     | |                     |
| Station                                | Lage                | Linien              | Umstiegsmöglichkeiten | Eröffnungsdatum     |
| Planckstraße                           | unterirdisch        | U17                 | | 27. November 1981   |
| Gemarkenplatz                          | oberirdisch         | U17                 | | 27. November 1981   |
| Holsterhauser Platz                    | oberirdisch         | U17                 | 101/106 | 27. November 1981   |
| Halbe Höhe                             | oberirdisch         | U17                 | | 27. November 1981   |
| Laubenweg                              | oberirdisch         | U17                 | | 27. November 1981   |
| Margarethenhöhe                        | oberirdisch         | U17                 | 169 | 27. November 1981   |

## Fahrzeuge
Auf den drei Essener Stadtbahnlinien kommen heute zwei unterschiedliche Wagentypen zum Einsatz.

### Stadtbahnwagen B

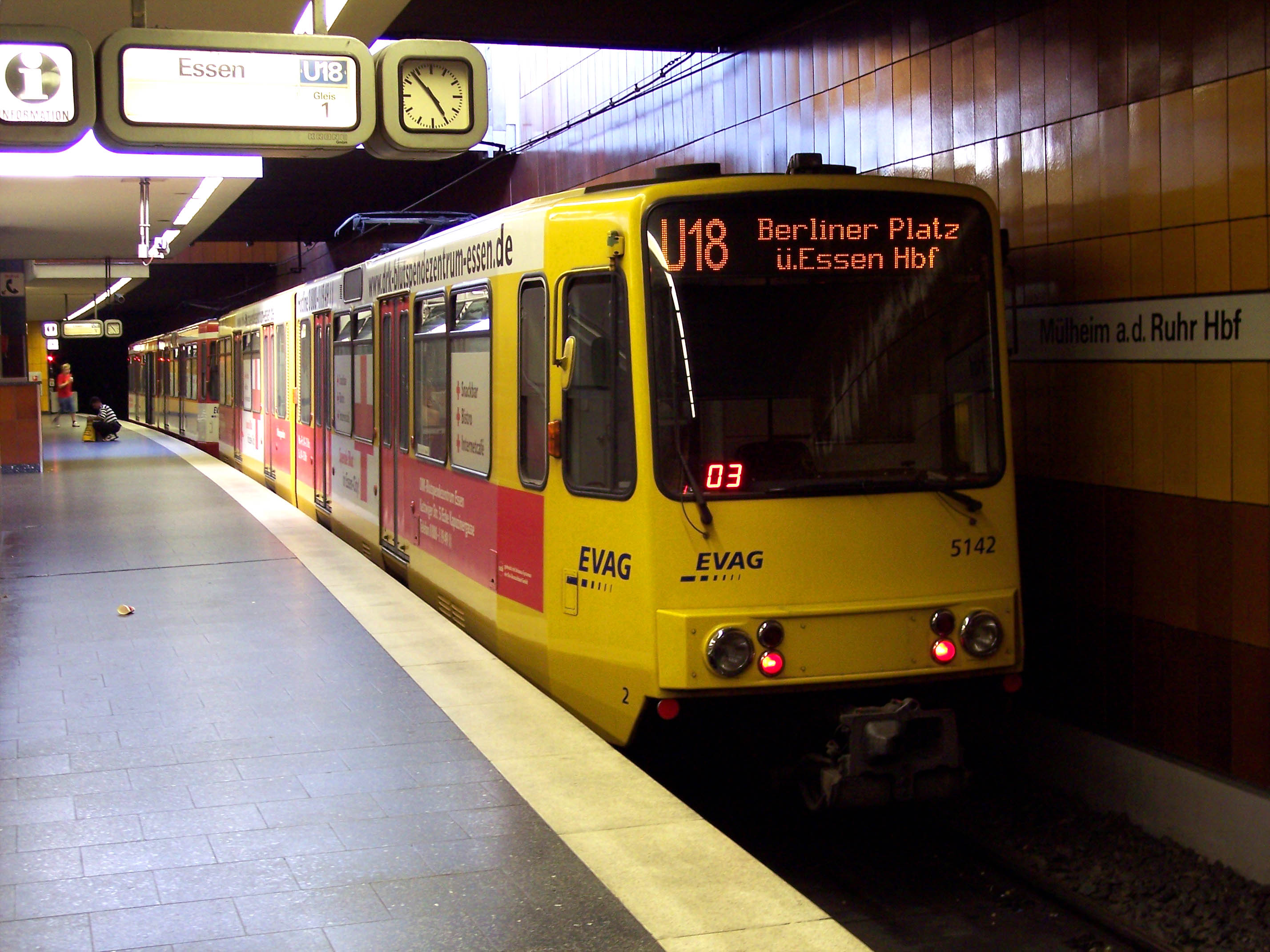
B-Wagen am Mülheimer Hauptbahnhof

Die Stadtbahnwagen Typ B wurden zwischen 1976 und 1985 beschafft und werden bis heute auf allen drei Linien eingesetzt. Ursprünglich waren diese Wagen mit Klapptrittstufen ausgestattet, die das Ein- und Aussteigen an Haltestellen ohne Bahnsteige oder mit niedrigen Bahnsteigen ermöglichten. Da jedoch alle Haltestellen mittlerweile mit einheitlichen Hochbahnsteigen ausgestattet worden sind, wurden diese Stufen im Zuge der aktuellen Wagenmodernisierungen (die auch das Einbauen von Überwachungskameras in den Wagen, teilweise neue Lackierung und neue Matrixanzeigen innen sowie LED-Anzeigen außen beinhaltet) abgebaut. Die B-Wagen verkehren in Essen sowohl in Einzel- als auch in Doppeltraktion. Insgesamt waren im Jahr 2007 31 B-Wagen in der Essener Stadtbahn im Einsatz. Sieben Fahrzeuge davon gehörten der damaligen Mülheimer VerkehrsGesellschaft, wurden aber gemeinsam mit den Essener Wagen eingesetzt.

### Stadtbahnwagen P86/P89

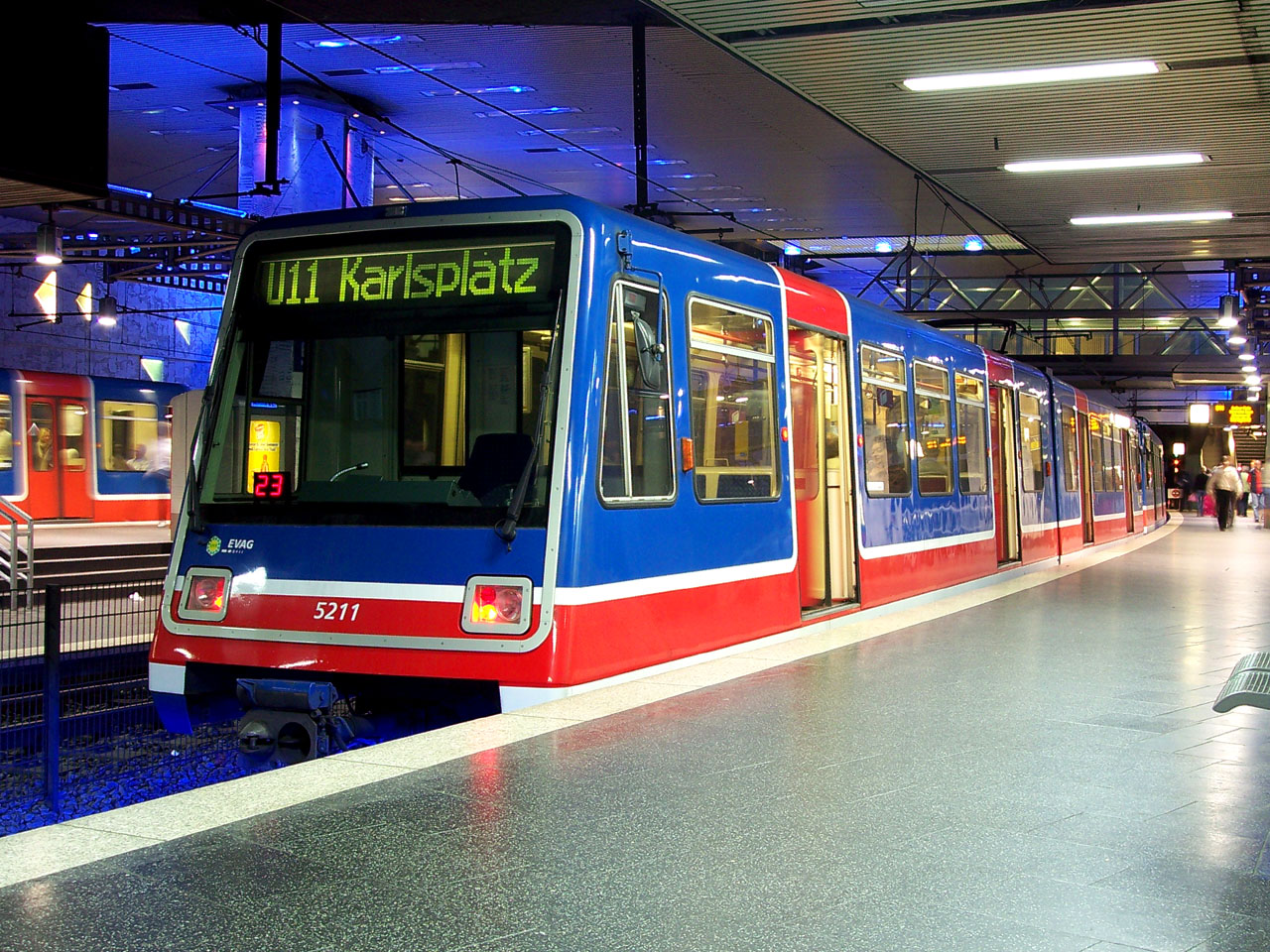
P86-Wagen in DLR-Farbgebung

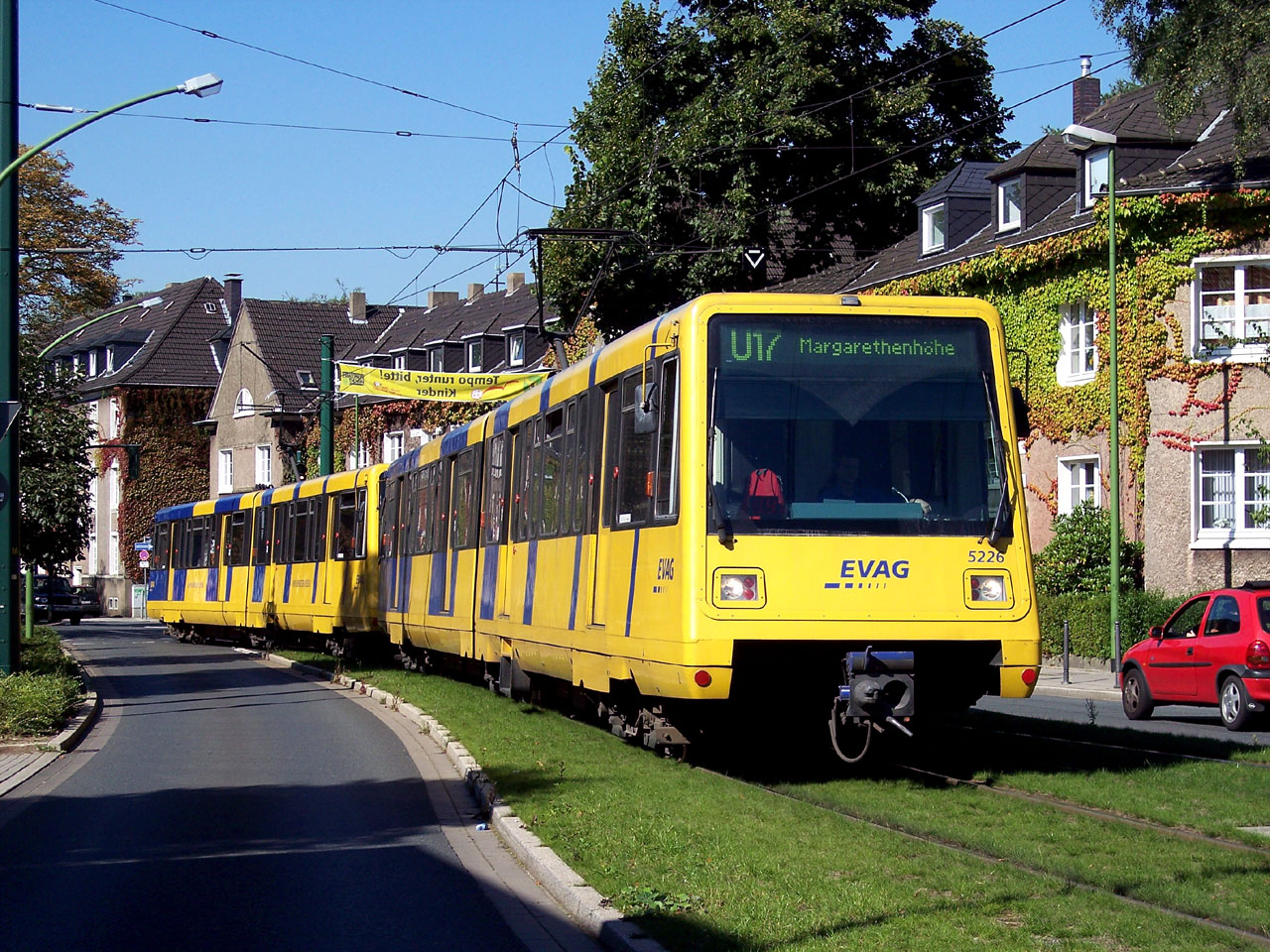
P89-Wagen

Seit 1991 wurden auch Stadtbahnwagen der Baureihen P86 und P89 angeschafft. Die an den Stadtbahnwagen Typ B angelehnte P86-Reihe aus der Produktion von Linke-Hofmann-Busch war ursprünglich vom Londoner Stadtbahnsystem Docklands Light Railway (DLR) zur Betriebseröffnung 1986 beschafft und eingesetzt worden. Da sie jedoch nicht den britischen Sicherheitsanforderungen für den Einsatz auf Tunnelstrecken entsprachen, konnte die DLR diese Wagen nach der Erweiterung ihres zunächst ausschließlich oberirdischen Streckennetzes durch eine Tunnelstrecke nicht mehr uneingeschränkt einsetzen. Die zu jenem Zeitpunkt erst wenige Jahre alten P86-Fahrzeuge – insgesamt elf Stück – wurden nun an die damalige EVAG verkauft, die für die geplanten Streckenerweiterungen gerade weitere Fahrzeuge benötigte. Die zehn P89-Fahrzeuge, die 1989 anlässlich von Streckenerweiterungen der DLR beschafft wurden, blieben in London ebenfalls nur wenige Jahre lang im Einsatz; 1995 mussten auch sie dort ausgemustert werden, da wegen starker Verkehrszuwächse und weiterer Streckenerweiterungen auf allen Strecken ein neues, leistungsfähigeres LZB-System (Alcatel SelTrac) eingebaut wurde, das einen Umbau der Fahrzeugausrüstung bedeutet hätte. Auch durften sie wegen fehlender Fronttüren nicht auf den verlängerten Tunnelstrecken eingesetzt werden. Infolgedessen verkaufte die DLR im Jahre 1996 auch die zehn P89-Fahrzeuge nach Essen. Alle von der DLR übernommenen Fahrzeuge wurden für ihren Einsatz in Essen im Auftrag der damaligen EVAG umgebaut. Dabei mussten u. a. Führerstandskabinen und Dachstromabnehmer nachträglich eingebaut werden, da diese Wagen in London im automatischen Fahrbetrieb und mit Stromabnahme über eine seitliche Stromschiene liefen, während im Essener U-Bahn-System die Stromabnahme über die Oberleitung erfolgt. Außerdem erfolgten Umbauten im Antriebssteuerungs- und Bremssystem (Einbau von Schienenbremsen sowie Verstärkung der elektrischen Bremsen). Die Wagen des Typs P86 werden seit 2005 sukzessive erneut modernisiert, um noch weitere Jahre im Essener Stadtbahnnetz eingesetzt werden zu können (P86U). Dabei wird auch die rot-blaue Lackierung aus London durch das gelb-blaue EVAG-Farbschema ersetzt, das die Wagen des Typs P89 bereits seit dem ersten Betriebstag in Essen tragen. Auch die P86- und P89-Wagen kommen in Essen auf allen drei Linien zum Einsatz.

### CAF HF1
Im Jahr 2021 bestellte die Ruhrbahn bei Construcciones y Auxiliar de Ferrocarriles (CAF) 51 neue Hochflur-Stadtbahnwagen des Typs HF1 mit einem Auftragswert von ca. 150 Mio. €. Diese sollen die B-Wagen und die Dockland-Fahrzeuge ersetzen. Das erste Vorserienfahrzeug wurde am 1. Juli 2024 ausgeliefert und am 10. Juli 2024 der Öffentlichkeit vorgestellt, wobei die Auslieferung des zweiten Vorserienfahrzeugs ebenfalls für Juli 2024 erwartet wurde. Die Auslieferung der Serienfahrzeuge soll ab Anfang 2025 erfolgen und 2026 abgeschlossen werden. 44 Fahrzeuge sind Essen zugeordnet, die anderen 7 Fahrzeuge Mülheim.

## Ausbauplanungen

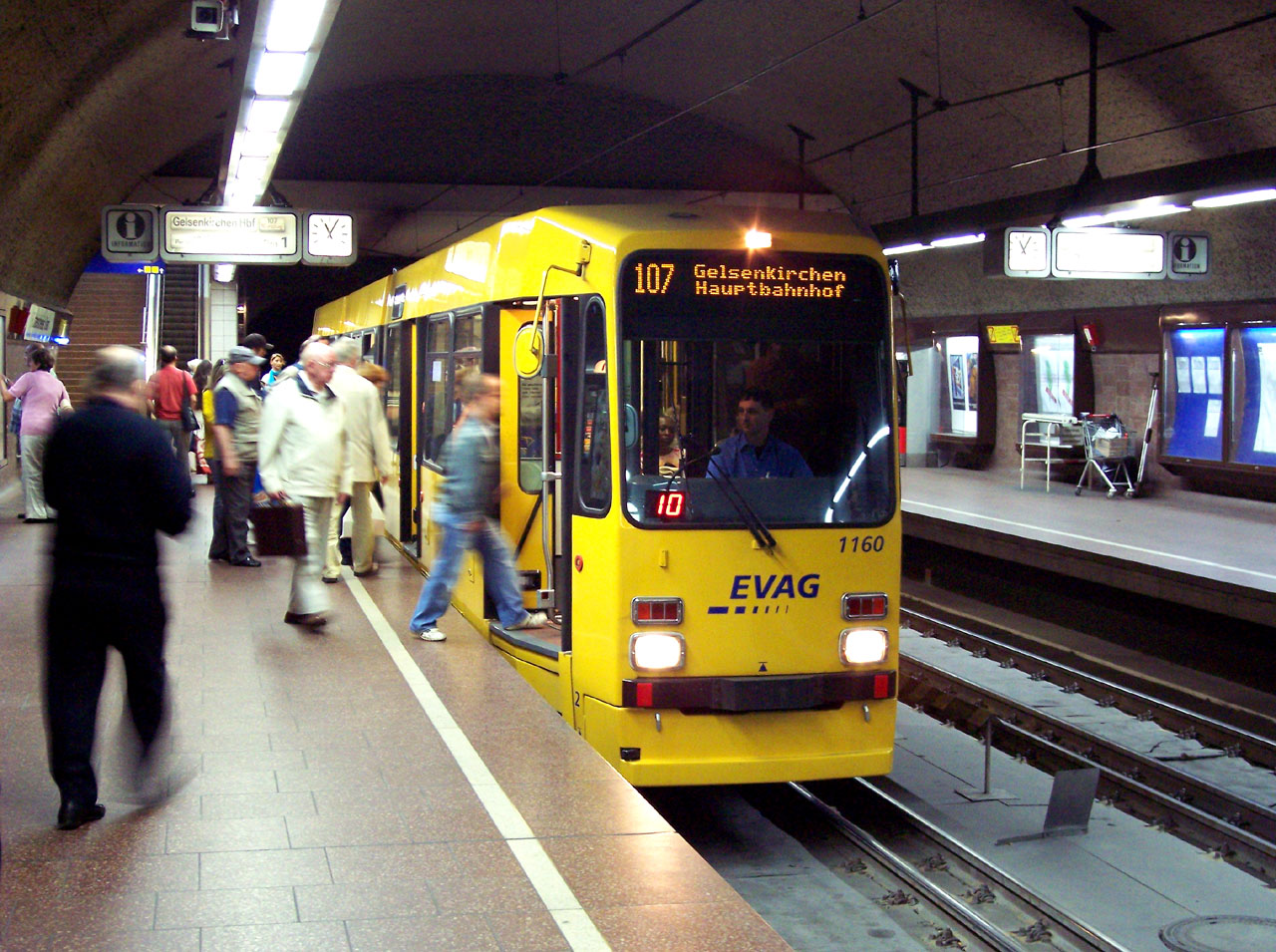
Straßenbahn mit nicht ausgefahrenen Klapptrittstufen beim Fahrgastwechsel am Rüttenscheider Stern

Geplant ist aktuell eine Verbindung zum Bürokomplex Bredeney inkl. der Karstadt-Hauptverwaltung. Hierbei kommt sowohl eine Verlängerung der Linie U11 von der Messe als auch eine Verlängerung der Linie U17 von der Margarethenhöhe in Betracht. Inzwischen wird auch darüber nachgedacht, beide Linien bis zur Hatzper Straße zu führen. Bei einer Anbindung durch die Linie U11 bestehen derzeit zwei Varianten. Variante 1 bindet die Karstadt-Hauptverwaltung mit einer oberirdischen Haltestelle direkt an und sorgt so für eine gute Erreichbarkeit des Büroparks. Nachteilig ist hingegen die notwendige Untertunnelung der Autobahn 52. Sofern eine Unterquerung der Autobahn nicht möglich ist, soll die Stadtbahn westlich der A 52 verlaufen und in Höhe der Sommerburgstraße einen unterirdischen Haltepunkt erhalten. Bei beiden Varianten ist der Endpunkt an der Hatzper Straße vorgesehen, je nach Variante westlich oder östlich der Autobahn. Bei einer Verlängerung der U17 würden mit den Stationen „Helgolandring“, „Karstadt Hauptverwaltung“ und „Hatzper Straße“ insgesamt drei Haltestellen entstehen.
In Mülheim an der Ruhr wird derzeit eine Verlängerung der Linie U18 durch den Ruhrtunnel über die Hochschule Ruhr West in den Stadtteil Speldorf untersucht. Hier soll auf dem ehemaligen Gelände der Firma Tengelmann im Zuge des Stadtentwicklungsprojektes Parkstadt Mülheim ein multifunktionales Quartier mit bis zu 800 Wohnungen auf 35 Hektar Fläche entstehen.
Darüber hinaus gibt es Pläne zur Ablösung der alten hochflurigen Straßenbahnwagen mit ihren Klapptrittstufen, wie sie auf den derzeitigen Linien 108 und 107 (nur Verstärkerfahrten) zum Einsatz kommen. Im Zuge dessen sollte die Südstrecke nach Bredeney für eine Linie U12 zur normalspurigen Stadtbahn ausgebaut werden, was jedoch von der Stadt Essen abgelehnt wurde.
Die hochflurigen Bahnsteige auf der Südstrecke wurden leicht erhöht und bieten damit für die Linie U11 ebenfalls einen stufenlosen Ein- und Ausstieg. Der Messeverkehr mit 3-Wagen-Zügen auf der U11 kann an diesen Stationen jedoch nicht mehr durchgeführt werden. Die Umbauarbeiten dazu begannen im Dezember 2018. Zwischenzeitlich wurde die Linie 107 unterteilt in eine ganztägige Linie zwischen Gelsenkirchen bzw. Katernberg und Essen Hbf (Niederflurbetrieb) sowie eine Verstärkerlinie zwischen Abzweig Katernberg und Bredeney (Hochflurbetrieb). Seit dem Sommer 2023 verkehren auch Niederflurbahnen auf der Linie 108 sowie auf der Verstärkerlinie 107.

## U-Bahnhöfe im Straßenbahn-Vorlaufbetrieb
| Ost-West-Spange           | Ost-West-Spange                  | Ost-West-Spange | Ost-West-Spange    | Ost-West-Spange |
| Station                   | Straßenbahnlinien                | Umstiegsmöglichkeiten | Eröffnungsdatum    |                 |
| ------------------------- | -------------------------------- | --- | ------------------ | --------------- |
| Berliner Platz (tief)1    | 101/106, 103, 105, 109           | U11, U17, U18; Bus SB16, 145, 147, 166                                                                                                  | 28. September 1991 |                 |
| Rheinischer Platz         | 101/106, 103, 105, 109           | Bus 145, 147, 196 | 28. September 1991 |                 |
| Schützenbahn – Innenstadt |                                  | |                    |                 |
| Station                   | Straßenbahnlinien                | Umstiegsmöglichkeiten | Eröffnungsdatum    |                 |
| Viehofer Platz            | 107, 108                         | Bus 145, 147, 154, 155, 196 | 27. September 1985 |                 |
| Rathaus Essen             | 101/106, 103, 105, 107, 108, 109 | Bus SB16, 145, 147, 154, 155, 166, 196                                                                                                  | 28. Mai 1977       |                 |
| Essen Hbf3                | 101/106, 103, 105, 107, 108      | S1, S2, S3, S6, S9, RE1, RE2, RE6, RE11, RE14, RE16, RE42, RB40, RB33 U11, U17, U18; Bus SB15, SB16, SB19, 145, 146, 154, 155, 166, 196 | 28. Mai 1977       |                 |
| Süd-Strecke               |                                  | |                    |                 |
| Station                   | Straßenbahnlinien                | Umstiegsmöglichkeiten | Eröffnungsdatum    |                 |
| Philharmonie/Saalbau2     | 108 (und 107 in der HVZ)         | U11 | 5. Oktober 1967    |                 |
| Rüttenscheider Stern2     | 108 (und 107 in der HVZ)         | U11, 101/106 | 1. Juni 1986       |                 |
| Martinstraße2             | 108 (und 107 in der HVZ)         | U11; Bus 142, 160, 161 | 1. Juni 1986       |                 |
| Florastraße               | 108 (und 107 in der HVZ)         | | 1. Juni 1986       |                 |

1 Kreuzungsbahnhof: U-Stadtbahn oben, Straßenbahn unten

2 gemeinsame Nutzung durch U-Stadtbahn und Straßenbahn am selben Bahnsteig

3 gemeinsame Nutzung durch U-Stadtbahn und Straßenbahn an verschiedenen Bahnsteigen
Im Rahmen der Stadtbahnplanungen der 1970er Jahre sollten noch weitere Tunnelstrecken entstehen, darunter auch eine unterirdische Ost-West-Verbindung, die schon bestehende Straßenbahnstrecken miteinbezogen hätte. Das Bauvorhaben als Ganzes umfasste etwa 30 Kilometer Tunnel, die vollständige Umspurung aller Bahnlinien auf Normalspur und den Abbau sämtlicher Straßenbahnstrecken, die nicht von den Planungen erfasst waren. Die Fertigstellung war für 2008 anvisiert. Bis zu diesem Zeitpunkt sollten die bereits gebauten Bahnhöfe in der Innenstadt und in Rüttenscheid noch von Straßenbahnen – als Stadtbahn-Vorlaufbetrieb – genutzt werden. Die Pläne erwiesen sich aber als finanziell zu ehrgeizig und konnten nicht weiter verfolgt werden. Mit der Einweihung der Nordstrecke 2001 galt der U-Bahn-Bau in Essen offiziell als beendet. Die bis dato gebauten und im Vorlaufbetrieb durch Straßenbahnen genutzten Streckenprovisorien blieben, mit allen Unzulänglichkeiten, bestehen.

## Tickets und Tarife
Für Fahrten mit der Essener Stadtbahn gelten, wie auch für die Straßenbahn und andere öffentliche Verkehrsmittel der Stadt, die Tarife des Verkehrsverbundes Rhein-Ruhr (VRR).